# La Guixera
La Guixera és una muntanya de 480 metres que es troba entre els municipis de Biosca i Torà, a la comarca catalana del Solsonès.